# Jarlath Hayes
Pour les articles homonymes, voir Jarlath.
Jarlath Hayes, né le 11 septembre 1924 à Dublin et mort le 17 mai 2001 dans la même ville, est un artiste irlandais. 

## Biographie
Jarlath Hayes a dessiné le nouveau set de pièces irlandaises en euro, avec pour motif la harpe celtique.